# Polygala alpina
Polygala alpina là một loài thực vật có hoa trong họ Polygalaceae. Loài này được (DC.) Steud. miêu tả khoa học đầu tiên năm 1821.